# Asyndetus izius
Asyndetus izius är en tvåvingeart som beskrevs av Negrobov 1973. Asyndetus izius ingår i släktet Asyndetus och familjen styltflugor. Inga underarter finns listade i Catalogue of Life.